# Sword of Sodan
Sword of Sodan är ett datorspel från 1989 och finns till både Amiga och Sega Mega Drive. I spelet ska man ta sig igenom de 11 olika nivåerna för att kunna hämnas sin fars död.